# Тала (приток Кондомы)
Тала — река в Кемеровской области России, течёт по территории Новокузнецкого района.
Длина реки составляет 15 км.
Начинается на высоте примерно 400 м над уровнем моря, северо-западнее урочища Верхняя Тала. Устье реки находится на высоте 229 м над уровнем моря в 89 км по левому берегу реки Кондома на территории Усть-Талы.

## Данные водного реестра
По данным государственного водного реестра России относится к Верхнеобскому бассейновому округу, водохозяйственный участок реки — Кондома, речной подбассейн реки — Томь. Речной бассейн реки — (Верхняя) Обь до впадения Иртыша.
Код водного объекта в государственном водном реестре — 13010300112115200009967.